# Beni Ilmane
Beni Ilmane (em árabe: بنى يلمان) é uma cidade e comuna localizada na província de M'Sila, Argélia. Segundo o censo de 2008, a população total da cidade era de 8 777 habitantes.